# Dianthus cyprius
Dianthus cyprius är en nejlikväxtart som beskrevs av A. K. Jackson och Turrill. Dianthus cyprius ingår i släktet nejlikor, och familjen nejlikväxter. Inga underarter finns listade i Catalogue of Life.